# Newton, Alabama
Newton är en kommun (town) i Dale County i Alabama. Vid 2010 års folkräkning hade Newton 1 511 invånare.